# Xã Sun City, Quận Barber, Kansas
Xã Sun City (tiếng Anh: Sun City Township) là một xã thuộc quận Barber, tiểu bang Kansas, Hoa Kỳ. Năm 2010, dân số của xã này là 68 người.